# Myriam Gleijer
Myriam Gleijer (* 10. November 1940 in Montevideo) ist eine uruguayische Schauspielerin, Dozentin und Theaterregisseurin.

## Ausbildung
Von 1961 bis 1964 besuchte sie die Schauspielschule des Teatro El Galpón. Sie durchlief überdies unter anderem eine Gesangs- und Tanzausbildung. Auch nahm sie beispielsweise 1996 an einem Workshop des Dekans der Moskauer Schauspielfakultät Valentin Tepliakov teil.

## Künstlerischer Werdegang
In mehr als 45 Theaterstücken stand sie auf der Bühne (Stand: 2003) und spielte in den Filmen La mala racha unter der Regie von Daniela Speranza, Llamada para un cartero des Regisseurs Brumel Pomerenk und 2008 im Beatriz-Flores-Silva-Werk Masangeles mit. Auch für Werbung stand sie vielfach vor der Kamera. Bei der Theatergruppe Maimonides, deren Theater-Workshop sie als Dozentin leitet, wirkte sie in den Jahren 2000 und 2001 auch als Regisseurin. Ebenfalls war Gleijer Dozentin an der Schauspielschule des Teatro de Carlos Aguilera und am Teatro Macció in San José. Zudem hat sie die Aufsicht über die Theater-Workshops des uruguayischen Bildungs- und Kulturministeriums (MEC) inne.

## Auszeichnungen
1995 war sie eine von drei für den Premio Florencio vorgeschlagenen Kandidatinnen als beste Nebendarstellerin. Auch für den Fernsehpreis Tabaré als beste Schauspielerin war sie in jenem Jahr nominiert. 2001 gewann sie dann schließlich den Premio Florencio für ihre Rolle in El sueño y la vigilia von Juan Carlos Gene.